# ガストン・ガリマール

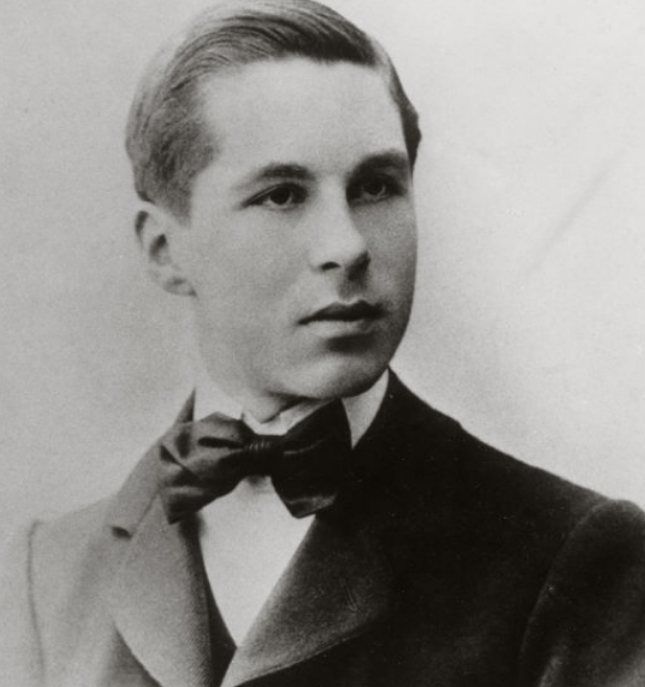
1900年頃

ガストン・ガリマール（Gaston Gallimard、1881年1月18日 - 1975年12月25日）は、フランスのガリマール出版社の創業者。20世紀のフランス文学の振興に貢献した。

## 生涯
ポールとリュシーとの長男としてパリに生まれた。家は9区、サント＝トリニテ教会の真南にあった。母方の曾祖父が富を築き、祖父の代から金利で暮らし、父ポールは、稀覯本や印象派絵画の収集家であった。
1891年、10歳のとき、コンドルセ高等中学校（Lycée Condorcet）に入った。ジャック・コポー、ジュール・ロマン、マルタン・デュ・ガールらが同窓だった。バカロレア資格を取れず1898年学校を去り、無職の、遊び人の日々を送った。
20歳過ぎ、劇作家ロベール・ド・フレール（Robert de Flers）の秘書となり、記事を代筆することもあった。1907年ごろ、カルヴァドス県の別荘にヴァカンスを過ごしていたとき、マルセル・プルーストを知った。
1908年に創刊した『新フランス評論』の同人らが、1910年に図書の出版も企て、知り合いだったガストンを支配人格に担ぎ、1911年3月に、合名会社『新フランス評論出版社』（Éditions de La Nouvelle Revue française）を創った。同人のジッドとジャン・シュランベルジェ（Jean Schlumberger）も、出資した。
出版屋へ転身したガストンは、アラン、プルースト、マルタン・デュ・ガールなど、積極的に専属作家を増やして行った。
1912年12月17日、31歳のガストンは、イヴォンヌ・ルデスルベルジェ（Yvonne Redelsperger）と結婚し、翌々年、長男クロードを得た。
1913年、『新フランス評論』の編集長、ジャック・コポーが旗挙げした劇団、ヴィユ・コロンビエ劇場の株主兼支配人にもなった。新フランス評論の演劇部門である。
1914年からの第一次世界大戦のときは、絶食までして体を弱め、徴兵をのがれた。そして1917年秋渡米して、公演中のコポー一座に合流した。女優のヴァランティーヌ・テシェ（Valentine Tessier)と、愛人関係にあった。『新フランス評論』同人を率いるジッドと、『新フランス評論出版社』を経営するガストンとの仲は、しだいに離れた。
1919年7月、株式会社『ガリマール書店』（Libraire Gallimard）を興し、弟のレイモンをも役員にした。社長のガストンが出版し、レイモンが経営する陣構えであった。
スタッフに多くの作家を雇い、持ち込まれた原稿の採否を、彼らをも含む『原稿審査委員会』で議した。論が割れるときは、ガストンが決した。文学賞の獲得に、然るべき根回しをした。「製品」の輸出拡大に、外務省官僚とのコネを利用した。『新フランス評論』派の反対を押して大衆文学へも踏み込んだ。叢書、音楽誌、映画誌、週刊新聞などへ間口を広げ、会社は拡大した。同業者との競争は、風刺劇が上演されるほどに、激しかった。
1930年、49歳のとき、イヴォンヌと離婚し、ジャンヌ＝レオニー・デュモン（Jeanne-Léonie Dumont）と再婚した。
ドイツ軍がパリに入った1940年、ファシストのドリュ＝ラ＝ロシェルを『新フランス評論』の編集長にするよう占領軍に強いられ、社を続けるために従った。ナチスに媚びるような出版も、しないでなかった。そして、レジスタンスの地下出版の会合が社内で開かれているのを、知っていた。
対独協力に対する解放後の糾弾は、ロシェルが自殺したこと、ルイ・アラゴン、アンドレ・マルロー、レイモン・クノー、サルトル、カミュらが弁護したことで、救われた。『新フランス評論』誌の停刊が罰であった。
1945年、『ガリマール書店』は、社屋を7区の現在地（ユニヴェルジテ通とセバスティアン・ボッタン通との角地）に移し、ガリマール一族はその一郭に移り住んだ。
1960年、79歳のとき、ミシェル・ガリマールとカミュが自動車事故で死んだ。ミシェルは、ガストンが将来を期待していた甥（レイモンの息子）であった。終生社長を続けたが、権限をしだいに息子クロードに譲り、1975年暮、95歳を目前に、パリの西北隣、ヌイイ＝シュル＝セーヌの病院で没した。
初期の『新フランス評論』に数篇寄稿している。回想録の類は書かなかった。

## 関連事項
- ガリマール出版社
- 新フランス評論
- プレイヤード叢書